# Eugenia gryposperma
Eugenia gryposperma är en myrtenväxtart som beskrevs av Carl Karl Wilhelm Leopold Krug och Ignatz Urban. Eugenia gryposperma ingår i släktet Eugenia och familjen myrtenväxter. Inga underarter finns listade i Catalogue of Life.

## Bildgalleri

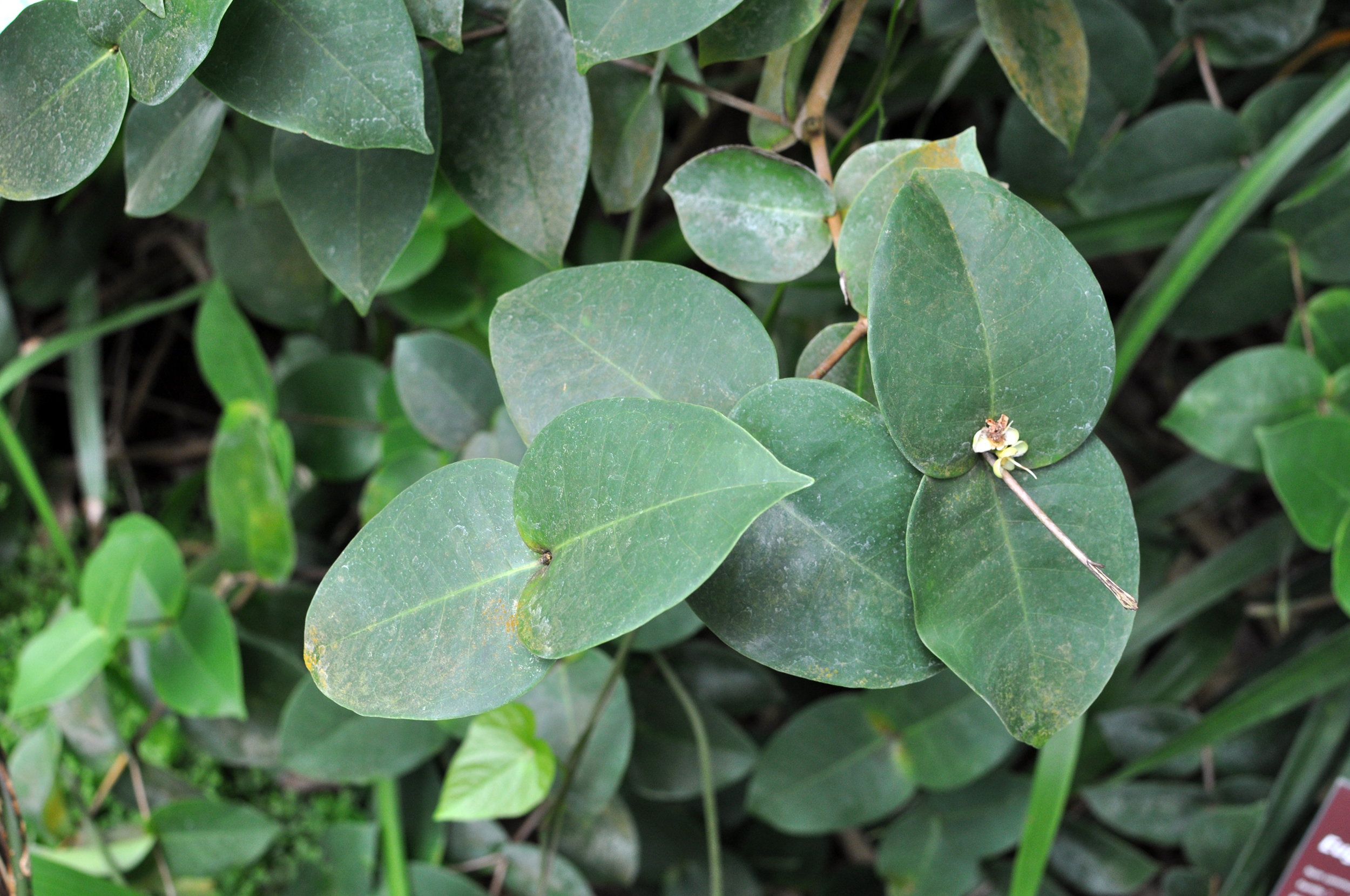
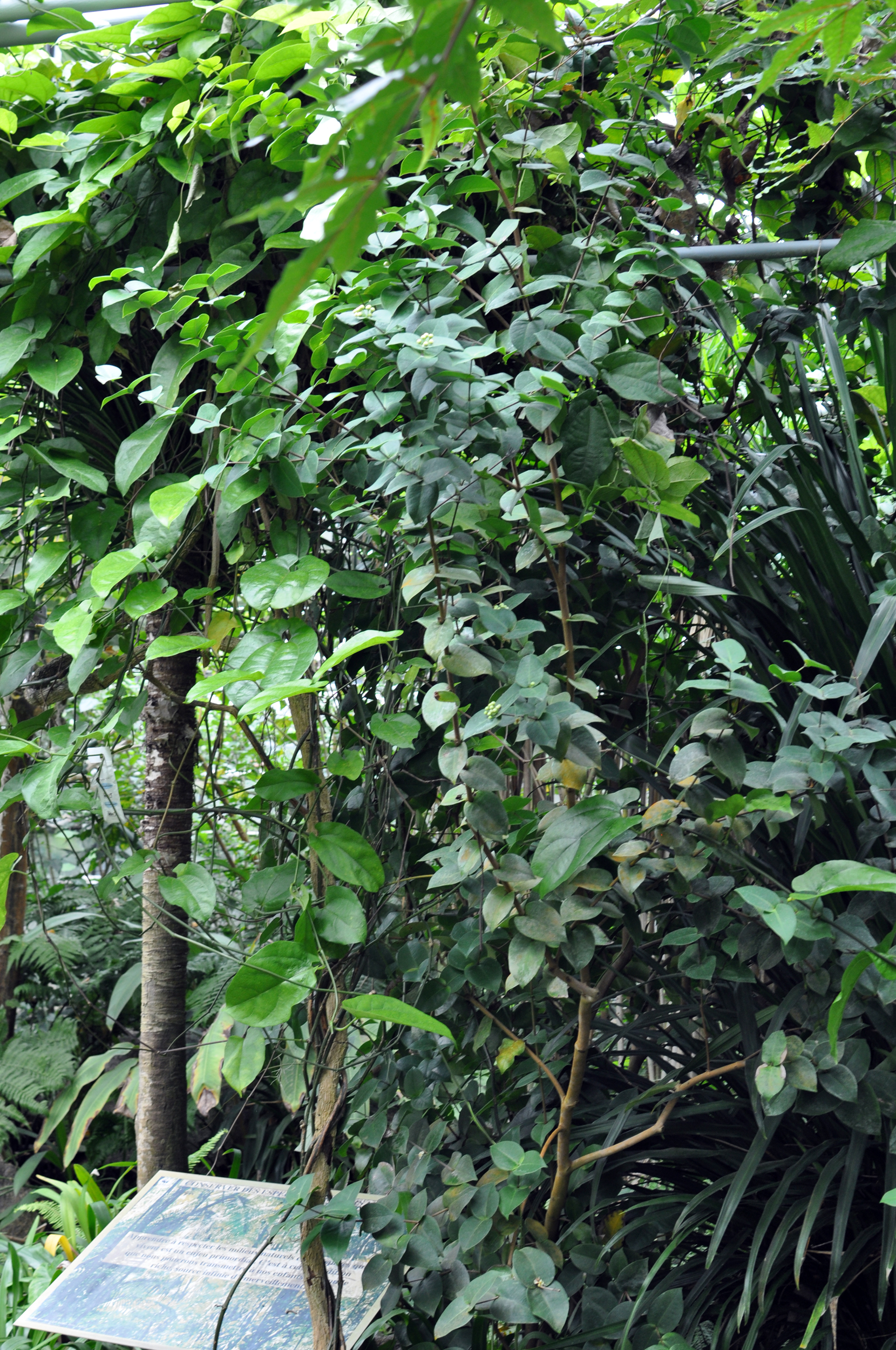